# Rassemblement national (Nouvelle-Calédonie)
Pour les articles homonymes, voir Rassemblement national (homonymie).
Pour les autres articles nationaux ou selon les autres juridictions, voir Front national.

Ancien logo.

Ancien logo.

La fédération du Rassemblement national (RN) en Nouvelle-Calédonie (ex-Front national) a été fondée en 1984 par des anti-indépendantistes opposés tant au Rassemblement pour la Calédonie dans la République (RPCR) du député Jacques Lafleur, jugé trop modéré et autonomiste, qu'au Front de libération nationale kanak et socialiste (FLNKS) de Jean-Marie Tjibaou. Il s'oppose à toute reconnaissance d'une particularité institutionnelle pour la Nouvelle-Calédonie et a refusé les accords de Matignon-Oudinot et de Nouméa.

## Histoire

### Création
La fédération locale du Front national est créée le 16 avril 1984, dans un contexte de vives tensions entre partisans et opposants de l'accès de l'archipel à la pleine souveraineté et de durcissement des indépendantistes qui choisissent bientôt la lutte clandestine à travers le FLNKS. Ces principales personnalités fondatrices sont :
- l'écrivain de roman noir Alain Fournier (A.D.G.), qui par ailleurs lance entre 1985 et 1986 le journal Combat calédonien, très acerbe à l'égard du Haut-commissaire Edgard Pisani,
- le maire de Thio Roger Galliot, qui fut exclu de l'Union calédonienne (UC, ancien parti dominant à tendance autonomiste des années 1950 aux années 1970 et qui a opté ensuite pour l'indépendance). Avant de fonder le FN néo-calédonien, il a participé à un mouvement en faveur de l'émergence d'un « nationalisme calédonien pluriethnique » avec d'autres figures de la droite locale (dont l'ancien chef de file des gaullistes de l'archipel, Georges Chatenay, ou encore Justin Guillemard), réuni entre 1982 et 1983 dans le Parti national calédonien (PNC) qui défendait l'idée de la création d'un État associé à la France (paradoxalement à la carrière suivante de ses principaux dirigeants, tous devenus de farouches opposants à toute forme d'autonomie ou d'indépendance par la suite),
- le Kanak et ancien frère auxiliaire catholique François Néoeré, originaire de l'île des Pins, membre de l'UC jusqu'à la création en 1971, avec d'autres mélanésiens issus de l'aile gauche de ce parti emmenés par Yann Céléné Uregeï, de l'Union multiraciale. Il rompt à son tour avec cette dernière formation en 1974 pour lancer l'Union progressiste multiraciale (UPM), qu'il abandonne également lorsqu'elle devient indépendantiste en 1977. François Néoeré se rapproche ensuite du centre et notamment de la Fédération pour une nouvelle société calédonienne (FNSC) du maire de Bourail Jean-Pierre Aïfa, puis de la droite, créant notamment en 1982 avec d'autres figures kanak anti-indépendantistes (dont Dick Ukeiwé, Delin Wema, Maurice Nénou ou Maurice Ponga, tous protestants membres du RPCR) l'Association des amitiés françaises de Mélanésie (AFM). Il dirige le « Regroupement de la cause de la paix » (RCP), mouvement se réclamant du pacifisme mais en réalité groupe de pression au sein de la fédération locale du FN.

### L'activité durant les Évènements
Pendant la période dite des « Évènements » entre 1984 et 1988, la section du FN connaît une importante activité militante sur le terrain en « Brousse » où elle entretient, avec un autre parti de l'extrême-droite anti-autonomiste (le Front calédonien de Justin Guillemard), des milices contre les « Comités de lutte », mais elle enregistre également des succès électoraux importants. 

#### Actions sur le terrain face aux indépendantistes
C'est le fief de Roger Galliot, Thio, véritable centre de l'activité minière en Nouvelle-Calédonie et à l'époque petite unité urbaine relativement cosmopolite, qui est le principal lieu d'affrontement entre les deux camps pendant les premiers mois des Évènements. En effet, la commune est vue par les partisans de l'accès à la pleine souveraineté comme un bastion à prendre. C'est ainsi que le Comité de lutte local du FLNKS, organisé par Éloi Machoro, commence le 20 novembre 1984 un véritable « siège de Thio » (épisode appelé également « l'occupation de Thio », la gendarmerie étant occupée, des barrages dressés tout autour du village, le drapeau français brûlé en public par Machoro le 30 novembre et les propriétaires européens sont désarmés le 4 décembre). De nombreux actes de violences ont lieu, avec une forte pression psychologique sur les populations polynésiennes, les Mélanésiens non-indépendantistes ou les populations « Caldoches », tandis que le seul incident officiellement reconnu est la mort du boucher du village qui se noie alors qu'il tente de traverser le fleuve à la nage, le pont étant bloqué par un barrage. Le « siège » est finalement levé le 12 décembre 1984, avec l'évacuation par l'armée vers la côte Ouest (et notamment Nouméa) d'une grande partie des non-indépendantistes. Ceux restés sur place organisent des milices, encouragés par le FN et le FC. 
Le 11 janvier 1985, la mort d'un jeune « caldoche » de 17 ans, Yves Tual, neveu de Roger Galliot, tué par des indépendantistes sur la propriété de ses parents à Nassirah (frontière entre Thio et Boulouparis), met le feu aux poudres au sein du camp anti-indépendantiste : de violents émeutes ont lieu à Nouméa dans la nuit du 11 au 12 janvier. Les commerces de personnalités indépendantistes dans la capitale sont pris d'assauts[pas clair], incendiés ou pillés : la pharmacie générale (appartenant à l'ancien député et fondateur de l'UC Maurice Lenormand), la station service d'André Dang, entre autres. Les manifestants loyalistes convergent vers le Haut-commissariat, les loyalistes reprochant au représentant de l'État de l'époque, Edgard Pisani (qui a proposé le 7 janvier précédent un projet d'« indépendance association »), et au gouvernement socialiste de Laurent Fabius de favoriser le FLNKS. Le bilan se dresse à 48 blessés et 51 interpellations. D'autre part, Éloi Machoro est tué d'une balle dans la poitrine par un membre du GIGN avec un autre militant indépendantiste, Marcel Nonnaro, dans une ferme de La Foa qu'ils occupaient, le 12 janvier. Le même jour, l'état d'urgence est déclaré et le couvre-feu installé en Nouvelle-Calédonie. Quoi qu'il en soit, l'évacuation d'une grande partie des non Mélanésiens fait que, de bastion loyaliste, Thio devient en 1985 un fief indépendantiste. Louis Mapéri, du Parti de libération kanak (Palika, autre composante du FLNKS qui milite pour l'accès à la pleine souveraineté par la lutte), remplace Roger Galliot comme premier magistrat à la suite d'une élection municipale anticipée tenue le 29 septembre 1985.

#### Performances électorales
Jean-Marie Le Pen fait de la défense de la « Calédonie française », même par la force, l'un des chevaux de bataille et l'un des outils de son ascension électorale dans les années 1980. Il fait plusieurs déplacements en Nouvelle-Calédonie tandis que les dirigeants du FN locaux sont régulièrement présents lors de ses meetings métropolitains. 
Pendant cette période, le FN est de plus le seul parti à la droite du RPCR à briguer les suffrages des néo-calédoniens lors des scrutins locaux, avec régulièrement des accords électoraux avec le parti du député Jacques Lafleur tout en critiquant ce dernier pour être à la fois un dirigeant politique et économique du Territoire. Ainsi :
- aux élections territoriales du 18 novembre 1984 (boycottées par le FLNKS), le FN ne présente de liste que dans la circonscription de la côte Est, menée par Roger Galliot, obtenant 2 379 voix (6,05 % de la totalité des suffrages néo-calédoniens) et 1 seul siège sur 42. Roger Galliot vote pour le candidat du RPCR, le sénateur Dick Ukeiwé, à la présidence du gouvernement du Territoire ;
- aux élections régionales du 29 septembre 1985 (les premières, et les seules, du statut transitoire dit « Fabius-Pisani », très critiqué par le FN, mais qui a satisfait le FLNKS qui décide de participer à ce scrutin), le FN présente initialement deux listes, dans les deux seules régions à avoir une population significative d'origine européenne : le Sud (menée par François Néoeré) et le Centre (avec à sa tête le conseiller municipal de Sarraméa Jean-Charles Moglia, Roger Galliot étant présent symboliquement à l'avant-dernière place). Plus tard, à la demande de Dick Ukeiwé et afin d'éviter la dispersion des voix dans le Centre, le FN accepte de retirer sa liste dans cette dernière Région, mais le RPCR se refuse à toute alliance avec le parti d'extrême-droite. Dans le Sud (à savoir le Grand Nouméa), la liste Néoeré arrive en deuxième position (avec 5 263 votes, 13,96 % des voix soit 7,37 % de l'ensemble des exprimés néo-calédoniens et 3 élus sur 21 au Conseil régional et sur 46 au Congrès du Territoire), très loin derrière la formation de Jacques Lafleur (70,62 % et 17 élus) mais devant le FLNKS dirigé par le député Rock Pidjot de l'UC (7,48 % et 1 conseiller régional) ;
- aux élections législatives à la proportionnelle du 16 mars 1986 (boycotté à nouveau par le FLNKS), le FN néo-calédonien forme une liste commune « RPCR et Union Loyaliste » dont les deux titulaires (Jacques Lafleur et Maurice Nénou) et un des deux suppléants sont issus du Rassemblement (Simon Loueckhote). Bernard Herpin représente le Front en tant que suppléant. Leur liste obtient 88,5 % des suffrages exprimés pour une participation de 50,4 % des inscrits seulement[4] ;
- aux élections régionales du 24 avril 1988 (boycottée à nouveau par le FLNKS mais cette fois également par le LKS), deux jours après la prise d'otages d'Ouvéa, le FN bénéficie du ralliement d'un ancien du FC et du RPCR, Justin Guillemard, et présente pour la première fois des listes dans les quatre régions, menées par le secrétaire fédéral Guy George dans le Sud, par Justin Guillemard dans l'Ouest (sous le nom « Union nationale - Front national - Divers droites »), par l'ancien gaulliste Marcel Dubois dans l'Est et par le conteur maréen Jacques Haewegene aux Îles Loyauté (avec l'étiquette « Liberté, Progrès avec le Front national »). Les quatre listes totalisent 22,49 % des suffrages exprimés néo-calédoniens (pour une participation de 59,23 % des inscrits) et 8 sièges sur 48 au Congrès du Territoire (5 dans le Sud et 3 dans l'Ouest), soit le deuxième meilleur score toujours loin derrière le RPCR (64,52 % et 35 conseillers). Lors du premier tour de l'élection présidentielle qui se tenait le même jour, Jean-Marie Le Pen gagne 12,93 % des voix (derrière les 74,67 % de Jacques Chirac mais devant les 6,13 % de Raymond Barre et les 4,98 % du sortant François Mitterrand, pourtant arrivé en tête au niveau national et réélu au second tour). Le FN obtient un membre au sein du Conseil exécutif de Nouvelle-Calédonie en la personne de Marcel Dubois, le seul non-RPCR de ce collège de 10 personnes ;
- aux élections législatives du 5 juin 1988, en l'absence cette fois de tout candidat indépendantiste, le FN apparaît comme le principal adversaire des sortants du RPCR : Guy George obtient 13,8 % des voix contre 83,3 % à Jacques Lafleur dans la 1re circonscription (Nouméa, l'île des Pins et les Îles Loyauté) et Patrick Fayard 13,8 % face aux 86,2 % de Maurice Nénou dans la 2e circonscription.

#### Les divisions internes
Des conflits de personne ainsi que d'idées apparaissent bientôt, avec deux grandes ruptures au sein du parti :
- celle de François Néoeré qui, exclu du poste de secrétaire fédéral ainsi que de son statut de militant pour « malversation » en décembre 1985. Il affirme pour sa part avoir été évincé par la volonté d'Alain Fournier parce qu'il aurait été « trop mélanésien », au profit du « Caldoche » Guy George. François Néoeré, qui reste conseiller territorial et de la Région Sud jusqu'en 1988, participe par la suite à d'autres mouvements de la droite anti-autonomiste se voulant plus pluriethnique : « Vérité Fraternité Vivre Français » (VFVF) sous l'étiquette duquel il est candidat aux élections législatives de 1986 (aux côtés de Jean-Pierre Mignot), recueillant alors 1 155 voix, puis « Vérité-Dialogue-Fraternité » (VDF) en 1988 ;
- celles de Justin Guillemard, Marcel Dubois et Jacques Haewegene, entre autres, en 1989 pour protester tant contre la personnalité (jugée trop prépondérante dans la fédération) que contre les idées (jugées trop extrémistes, avec des thèmes souvent développés dans ses articles inspirés du néo-fascisme) d'Alain Fournier. Ils se retrouvent dans un nouveau mouvement anti-autonomiste, Calédonie Demain (CD), créé par un dissident du RPCR opposé aux accords de Matignon, le maire de Dumbéa Bernard Marant.

### La période des accords: maintien à la marge
Entre 1989 et 2004 se met en place une longue période de domination politique pour Jacques Lafleur et le RPCR, seulement ponctuellement remise en question par des dissidences alliées aux indépendantistes entre 1995 et 1998. Le FN connaît alors un certain affaiblissement de sa base électorale, qui se concentre désormais exclusivement dans la nouvelle Province Sud, tout en renouvelant son discours : si elle reste fermement anti-autonomiste (s'opposant à l'accord de Nouméa en 1998), et même pendant un temps départementaliste, la fédération locale se démarque des idées radicales d'Alain Fournier à la suite de son départ définitif pour la Métropole en 1991 et des déclarations controversées du dirigeant national Jean-Marie Le Pen (tout en le soutenant activement à chaque élection présidentielle). Il adopte également un ton plus populiste, accusant un petit nombre de familles (dont celle de Jacques Lafleur) de contrôler l'économie de l'archipel et le RPCR d'être corrompu.  
Les résultats électoraux sont alors les suivants :
- aux élections provinciales du 11 juin 1989, le parti retombe à 4 207 voix et 6,73 % des suffrages exprimés sur l'ensemble du Territoire, en ayant présenté deux listes : une menée par Guy George dans le Sud (3 863 votes, 9,86 % et 3 élus, soit le 3e score après les 53,2 % du RPCR de Jacques Lafleur et les 11,78 % du FLNKS du nouveau président de l'UC François Burck) et une seconde tirée par Paul Dangio dans le Nord (seulement 344 bulletins, 2,33 % et aucun siège, soit le moins bon score des 5 listes candidates, arrivant de peu derrière Calédonie Demain de Marcel Dubois) ;
- aux élections législatives du 21 mars 1993, qui voient les deux sortants réélus dès le premier tour, Guy George réunit 5,68 % des voix (4e score sur 9 candidats) dans la 1re circonscription, tandis que la fédération n'avait présentée personne dans la 2e ;
- au premier tour de l'élection présidentielle du 23 avril 1995, Jean-Marie Le Pen recueille 8,17 % des suffrages néo-calédoniens, soit le 4e meilleur résultat derrière Jacques Chirac (42,97 %), Édouard Balladur (26,57 %) et Lionel Jospin (15,87 %) ;
- aux élections provinciales du 9 juillet 1995, le score du parti baisse encore, avec cette fois une seule liste présentée en Province Sud (toujours menée par Guy George) : elle réunit 2 347 votes, soit 5,2 % des voix de la Province (le quatrième score derrière le RPCR, « Une Nouvelle-Calédonie pour tous » UNCT récemment créé par des dissidents de ce dernier et le FLNKS, mais devançant de très peu le Rassemblement pour une Calédonie dans la France, nouveau nom du Front calédonien, de Claude Sarran) et 3,27 % de l'ensemble des suffrages néo-calédoniens, pour 2 élus ;
- aux élections législatives du 25 mai 1997, Bernard Herpin est candidat dans la 1re circonscription (1 992 voix, 7,24 % et le troisième score après Jacques Lafleur qui est une nouvelle fois réélu au premier tour et Didier Leroux de l'UNCT) et Guy George cette fois dans la 2e (1 521 voix, 6,57 % ainsi que le quatrième et avant-dernier score, derrière le sortant Pierre Frogier du RPCR qui avait remplacé l'année précédente Maurice Nénou, décédé, derrière également l'homme d'affaires anti-indépendantiste sans étiquette Philippe Pentecost qui met le député en ballotage et derrière enfin Thierry Valet de l'UNCT) ;
- aux élections provinciales du 9 mai 1999, le FN, encore une fois présent uniquement dans le Sud derrière Guy George, connaît un certain regain en captant l'essentiel de l'électorat non-indépendantiste opposé à l'accord de Nouméa. Il recueille ainsi 5 374 voix (10,84 % des suffrages provinciaux et 5,59 % de l'ensemble des voix exprimées en Nouvelle-Calédonie) ainsi que 5 élus sur 40 à l'Assemblée de la Province et 4 sur 54 au Congrès. La fédération redevient la troisième force politique du Sud, derrière le RPCR toujours dominant et le FLNKS ;
- au premier tour de l'élection présidentielle du 21 avril 2002, Jean-Marie Le Pen fait mieux que 7 ans auparavant en Nouvelle-Calédonie mais moins bien que sur l'ensemble du territoire national, puisqu'il arrive à la troisième place dans l'archipel avec 6 610 voix (10,8 %) derrière Jacques Chirac (48,4 %) et Lionel Jospin (22,4 %). Au deuxième tour, il monte à 12 125 votes (19,58 %) ;
- aux élections législatives du 9 juin 2002, les candidats du FN bénéficie des retombées du score de Jean-Marie Le Pen à la présidentielle : Bernard Herpin est encore une fois candidat dans la 1re circonscription (2 753 voix, 11,1 % et le troisième score après Jacques Lafleur qui est une nouvelle fois réélu mais cette fois au deuxième tour face à Didier Leroux de l'Alliance) et Bianca Hénin l'est désormais dans la 2e (2 930 voix, 11 % ainsi que le troisième score également, derrière Pierre Frogier et le candidat indépendantiste de l'UNI-Palika Paul Néaoutyine, qui sont départagés au deuxième tour en faveur du sortant).

### Le soutien à l'Avenir ensemble
Lors des élections provinciales du 9 mai 2004, le FN espère rallier une partie de l'électorat wallisien et futunien en raison de sa forte mobilisation pour la défense de cette communauté lors des affrontements avec les Kanak de Saint-Louis au Mont-Dore depuis 2001 ou pour demander la libération de Laurent Vili (accusé de meurtre), attitude qui lui vaut le ralliement d'une partie des membres du parti ethnique polynésien radical Rassemblement océanien pour la Calédonie (ROC). 
Il compte également sur les déçus de l'Accord de Nouméa, qu'il a toujours combattu, en se posant notamment comme le défenseur de la propriété privée contre les revendications coutumières dans plusieurs conflits fonciers, ou s'impliquant dans le débat au sujet du corps électoral restreint glissant ou gelé, auquel il s'oppose massivement. Enfin, son programme est axé sur un développement économique passant par l'achèvement des projets de construction des usines du Sud et du Nord, afin d'assurer un « niveau de vie [...] digne de notre appartenance à cette grande nation qu’est la France ». Il défend également l'idée de la création d'une Union des territoires français du Pacifique qui uniraient les collectivités de la France en Océanie afin de renforcer le poids des territoires francophones dans la région. 
La liste en Province Sud, comme en 1999, est menée par Guy George. Dans le Nord, le FN soutient la liste « Entente française du Nord » emmenée par Yannick Lechevalier, cultivateur à Koniambo dans la commune de Koné. Cette liste profondément loyaliste fait essentiellement campagne sur le thème de la « stabilisation du foncier » sur la base du respect de la propriété privée et pour lutter contre les revendications foncières, jugées excessives, des Kanak. Elle n'obtient que 549 voix (2,67 % des suffrages) et aucun élu, tandis que la liste George dans le Sud obtient le meilleur score de son histoire avec 6 135 votes (11,19 %), et toujours 5 conseillers provinciaux dont 4 siégeant également au Congrès. De plus, aucun des deux autres formations ayant obtenu des élus à l'Assemblée provinciale, l'Avenir ensemble (emmenée par Marie-Noëlle Thémereau et constituée de dissidents plus ou moins anciens du RPCR et qui ont remporté la victoire sur un programme prônant un changement de façon de faire de la politique, d'importantes promesses sociales et le respect à la lettre de l'accord de Nouméa tout en restant non-indépendantiste) et le Rassemblement-UMP (nouveau nom du RPCR) de Jacques Lafleur (pour la première fois arrivé second lors d'une élection), ne détenant de majorité absolue, le FN joue le rôle de véritable parti charnière. S'il ne vote pour personne à la présidence de la Province (ni pour l'Avenir ensemble Philippe Gomès, finalement élu à la majorité relative au troisième tour de scrutin, ni pour le candidat du Rassemblement Pierre Maresca), le groupe FN devient rapidement une force d'appoint à l'Avenir ensemble, tant à l'Assemblée du Sud qu'au Congrès. Guy George obtient même la responsabilité de présider le conseil d'administration de la Savexpress, la société d'économie mixte (SEM) gérant les deux voies rapides à péage desservant la banlieue de Nouméa (la Voie express n°2 - Route du Nord, dite justement « Savexpress », vers Dumbéa et Païta au nord-est, et la Voie de dégagement ouest, ou VDO, vers le Mont-Dore à l'est), ainsi que la présidence de la commission intérieure des Infrastructures publiques et de l'Énergie au Congrès.
Le FN a voté en 2004, 2005 et 2006 pour porter Harold Martin de l'Avenir ensemble à la présidence du Congrès, puis en 2007 pour Pierre Frogier du Rassemblement-UMP à la suite de la signature d'un « accord-cadre » entre les deux principaux partis anti-indépendantistes pour se partager les institutions. Les quatre élus du FN ont également toujours apporté leur bulletin aux listes présentées par l'Avenir ensemble pour la constitution des différents gouvernements locaux au cours de la mandature 2004-2009, et successivement présidés par Marie-Noëlle Thémereau de 2004 à 2007 puis par Harold Martin de 2007 à 2009. 

### Un parti en crise
Le soutien à l'Avenir ensemble, qui mène parfois une politique éloignée des thèmes traditionnellement défendus par le FN, déstabilise une partie de sa base électorale, d'autant que dans l'opposition, le Rassemblement-UMP désormais par Pierre Frogier durcit son discours à l'égard des indépendantistes et de l'accord de Nouméa, tandis qu'il apparaît comme étant en pointe de l'opposition au gel du corps électoral (qu'il ne peut empêcher). 
Par conséquent, le FN connaît plusieurs revers électoraux successifs, combiné à la baisse également de Jean-Marie Le Pen sur le plan national :
- au premier tour de l'élection présidentielle le 22 avril 2007, Jean-Marie Le Pen retombe à 5 091 votes soit 5,67 % des suffrages exprimés en Nouvelle-Calédonie, arrivant à la cinquième place derrière Nicolas Sarkozy (49,74 %), Ségolène Royal (23,73 %), François Bayrou (8,85 %) mais aussi José Bové (5,88 %) ;
- aux élections législatives qui suivent le 10 juin 2007, Guy George, de nouveau candidat dans la 1re circonscription, n'obtient que 1 559 votes et 4,41 % des suffrages, arrivant à la septième et antépénultième place, tandis que Bianca Hénin limite légèrement le recul électoral du parti dans la 2e circonscription avec 2 519 voix (6,47 %) et le 4e (mais avant-dernier) score ;
- aux élections municipales de 2008, le parti perd presque sa représentation politique dans les communes, ne conservant des élus qu'au Mont-Dore (un seul, Guy Guépy) et à Farino (3 conseillers sur 11).

Ceci crée des tensions internes et une fronde est organisée contre Guy George par 3 des 5 conseillers provinciaux (Bianca Hénin, Bernard Herpin et Pierre Mariotti). Désavoué par la direction nationale, il finit par quitter le parti pour créer le 29 août 2008 avec la cinquième élue (Marie-Josée Gomez) le Mouvement calédonien français (MCF). Ce dernier reste associé à l'Avenir ensemble de Harold Martin et Didier Leroux (lui-même limité à une poignée de conseillers à la suite de la dissidence de la quasi-totalité des représentants du Sud pour fonder Calédonie ensemble sous la direction de Philippe Gomès), avec lequel il forme un groupe commun au Congrès et dont il soutient la liste dans le Sud aux élections provinciales du 10 mai 2009 (avec Marie-Josée Gomès en 16e place). La nouvelle direction fédérale du FN, désormais présidée par Bianca Hénin, retire pour sa part son soutien à l'« accord-cadre » de 2007, comme Calédonie ensemble. 
Pour les provinciales du 10 mai 2009, le FN ne présente à nouveau qu'une seule liste dans le Sud, désormais emmenée par Bianca Hénin. Elle connaît un lourd revers électoral, avec seulement 2 591 votes, 4,28 % des suffrages provinciaux et 2,7 % des voix exprimées sur l'ensemble de la Nouvelle-Calédonie, ce qui n'en fait plus que la 7e force politique du Sud et la 5e anti-indépendantiste. Pour la première fois de son histoire, la fédération locale du FN n'a plus aucun élu ni à l'Assemblée provinciale, ni au Congrès.

### Vers une reconstruction?
Bianca Hénin tente par la suite de moderniser et reconstruire le FN néo-calédonien, sur le modèle national de Marine Le Pen. Un blog politique est lancé, tandis que le parti est très actif dans l'opposition à la proposition faite en 2010 par Pierre Frogier de dresser le drapeau Kanaky (dit aussi « indépendantiste » ou du « FLNKS ») aux côtés du tricolore sur les édifices publics, ou encore à l'élection de Rock Wamytan (FLNKS-UC) à la présidence du Congrès en 2011 avec les voix du Rassemblement-UMP et de l'Avenir ensemble.

## Résultats électoraux

### Élections présidentielles
Résultats du candidat en Nouvelle-Calédonie uniquement.
| Élection | Candidat      | 1er tour | 1er tour | 1er tour | 2nd tour | 2nd tour | 2nd tour |
| Élection | Candidat      | Voix     | %        | Place    | Voix     | %        | Place    |
| -------- | ------------- | -------- | -------- | -------- | -------- | -------- | -------- |
| 2012     | Marine Le Pen | 10 409   | 11,66    | 3ème     |          |          |          |
| 2017     | Marine Le Pen | 25 290   | 29,09    | 2ème     | 43 217   | 47,43    | 2ème     |

### Élections législatives
| Élection | 1er tour | 1er tour | 2nd tour | 2nd tour | Sièges |
| Élection | Voix     | %        | Voix     | %        | Sièges |
| -------- | -------- | -------- | -------- | -------- | ------ |
| 2012     | 4 277    | 5,41     |          |          | 0 / 2  |
| 2017     | 6 262    | 9,58     |          |          | 0 / 2  |

### Élections provinciales
| Élection | Voix  | %    | Conseillers provinciaux | Membres du congrès |
| -------- | ----- | ---- | ----------------------- | ------------------ |
| 2009     | 2 591 | 2,07 | 0 / 76                  | 0 / 54             |
| 2014     | 2 706 | 2,57 | 0 / 76                  | 0 / 54             |
| 2019     | 2 707 | 4,45 | 0 / 76                  | 0 / 54             |

### Élections européennes
Résultats de la Nouvelle-Calédonie uniquement.
| Élection | Voix             | %                | Place            |
| -------- | ---------------- | ---------------- | ---------------- |
| 2004     | 4 814            | 14,79            | 4e               |
| 2009     | pas de candidats | pas de candidats | pas de candidats |
| 2014     | 5 338            | 11,60            | 4e               |
| 2019     | 10 641           | 27,30            | 1er              |

- Mode de scrutin :
  - 2004-2009 : candidat unique pour la Nouvelle-Calédonie.
  - 2014 : liste « Outre-Mer ».
  - 2019 : liste nationale.

### Élections municipales
| Élection | 1er tour      | 1er tour      | 2nd tour      | 2nd tour      | Conseillers municipaux |
| Élection | Voix          | %             | Voix          | %             | Conseillers municipaux |
| -------- | ------------- | ------------- | ------------- | ------------- | ---------------------- |
| 2008     | 2 504         | 2,74          |               |               | 4 / 775                |
| 2014     | Pas de listes | Pas de listes | Pas de listes | Pas de listes | Pas de listes          |

## Organisation interne
Le Rassemblement national de Nouvelle-Calédonie est une fédération départementale du Rassemblement national. Par conséquent, la fédération n'est pas indépendante et est donc sous l'autorité de la direction nationale et du président du parti.

### Liste des dirigeants
- De 1984 à 2018 : secrétaire départemental
- Depuis 2018 : délégué départemental

| Nom              | Dates                    | Dates                    |
| ---------------- | ------------------------ | ------------------------ |
| François Néoeré  | avril 1984               | décembre 1985            |
| Guy George       | décembre 1985            | août 2008                |
| Bianca Hénin     | août 2008                | 8 juillet 2019           |
| Alain Descombels | depuis le 8 juillet 2019 | depuis le 8 juillet 2019 |